# Alexys Brunel
Alexys Brunel (ur. 10 października 1998 w Boulogne-sur-Mer) – francuski kolarz szosowy.
Brunel zakończył karierę sportową w czerwcu 2022 roku.

## Osiągnięcia
Opracowano na podstawie:

2015
- 2. miejsce w mistrzostwach Francji juniorów (jazda indywidualna na czas)
- 2. miejsce w mistrzostwach Francji juniorów (start wspólny)
- 1. miejsce w La Philippe Gilbert juniors

2016
- 1. miejsce w Gandawa-Wevelgem juniorów
- 1. miejsce w klasyfikacji górskiej Wyścigu Pokoju Juniorów
- 2. miejsce w mistrzostwach Francji juniorów (jazda indywidualna na czas)
- 2. miejsce w La Philippe Gilbert juniors
- 1. miejsce w mistrzostwach Europy juniorów (jazda indywidualna na czas)
- 1. miejsce w Chrono des Nations juniorów

2017
- 1. miejsce w mistrzostwach Francji U23 (jazda indywidualna na czas)

2018
- 3. miejsce w Liège-Bastogne-Liège U23
- 1. miejsce w mistrzostwach Francji U23 (jazda indywidualna na czas)
- 2. miejsce w mistrzostwach Francji U23 (start wspólny)
- 2. miejsce w Chrono des Nations U23

2019
- 1. miejsce w Paryż-Tours U23

2020
- 3. miejsce w Étoile de Bessèges
  - 1. miejsce w klasyfikacji młodzieżowej
  - 1. miejsce na 1. etapie

2021
- 3. miejsce w mistrzostwach Francji (jazda indywidualna na czas)

2022
- 1. miejsce na 8. etapie Tour de Guadeloupe

## Rankingi
| Rok             | 2017  | 2018 | 2019  | 2020 | 2021 | 2022  |
| --------------- | ----- | ---- | ----- | ---- | ---- | ----- |
| World Ranking   | 2331. | 732. | 1230. | 405. | 847. | 1675. |
| UCI Europe Tour | 1557. | 448. | 855.  | 331. | 652. | 1100. |
|                 |       |      |       |      |      |       |
| Źródło: UCI     |       |      |       |      |      |       |